# Kalomelelektrode
Die Kalomelelektrode (GKE, engl.: Saturated Calomel Electrode, SCE) ist eine Elektrode zweiter Art.

## Aufbau

Schematischer Aufbau einer Kalomelelektrode mit Salzbrücke

Eine Kalomelelektrode besteht aus Quecksilber, welches mit schwerlöslichem Kalomel (Hg2Cl2) überzogen ist und in eine gesättigte Kaliumchlorid-Lösung taucht. Mit der Analysenlösung kann Kontakt über ein Diaphragma (semipermeable Membran) oder einen Flüssigkeitsfilm im Schliffstopfen hergestellt werden.
Die Zellnotation der gesättigten Kalomelelektrode lautet:
{\displaystyle \mathrm {Cl} ^{-}\,{\big (}4M{\big )}{\big |}\mathrm {Hg_{2}Cl_{2}} \,{\big (}s{\big )}{\big |}\mathrm {Hg} \,{\big (}l{\big )}{\big |}\mathrm {Pt} }

## Funktionsprinzip
Die potentialbestimmende Elektrodenreaktion ist das Gleichgewicht zwischen Metall in der Elektrode und Metallionen in der KCl-Lösung:
{\displaystyle \mathrm {Hg_{2}^{2+}+2\ e^{-}\leftrightharpoons 2\ Hg} }
Das Potential der Elektrode, E, wird durch die Nernst-Gleichung beschrieben, wobei E° das Standardpotential der Elektrodenreaktion, R die allgemeine Gaskonstante, T die thermodynamische Temperatur und F die Faraday-Konstante ist:
{\displaystyle E=E^{\circ }(\mathrm {Hg} /\mathrm {Hg} _{2}^{2+})+{\frac {RT}{2F}}\ln[\mathrm {Hg} _{2}^{2+}]}
Für das Löslichkeitsgleichgewicht gilt:
{\displaystyle \mathrm {Hg_{2}^{2+}+2\ Cl^{-}\leftrightharpoons Hg_{2}Cl_{2}} }
Das Löslichkeitsprodukt, KL, ist damit folglich:
{\displaystyle K_{L}=[\mathrm {Hg_{2}^{2+}} ]\ [\mathrm {Cl} ^{-}]^{2}}
Die Gleichung des Löslichkeitsprodukts kann für die Quecksilberkonzentration eingesetzt werden, um das Potential allein in Abhängigkeit von der Chloridkonzentration zu erhalten:
{\displaystyle E=E^{\circ }(\mathrm {Hg} /\mathrm {Hg} _{2}^{2+})+{\frac {RT}{2F}}\ln {\frac {K_{L}}{[\mathrm {Cl} ^{-}]^{2}}}=E^{\circ }(\mathrm {Hg} /\mathrm {Hg} _{2}^{2+})+{\frac {RT}{2F}}(\ln(K_{L})-2\ln {[\mathrm {Cl} ^{-}])}}
Der KL-Term ist wie das Standardpotential lediglich von der Temperatur abhängig. Es ist also sinnvoll, ihn in ein neu definiertes Standardpotential, das der Kalomelelektrode, einzubeziehen:
{\displaystyle E=E^{\circ }(\mathrm {Hg} /\mathrm {Hg} _{2}^{2+}/\mathrm {Cl} ^{-})-{\frac {RT}{F}}\ln[\mathrm {Cl} ^{-}]}